# Golfpokal 2024
Der 26. Golfpokal ist ein Fußballwettbewerb zwischen den arabischen Anrainerstaaten des Persischen Golfes, der von der Arab Gulf Cup Football Federation ausgetragen wird. Er wird vom 21. Dezember 2024 bis zum 4. Januar 2025 in Kuwait ausgetragen.

## Mannschaften
Teilnehmer sind alle Nationen, die der Arab Gulf Cup Football Federation angehören. Demnach folgend sind dies Bahrain, der Jemen, Katar, der Irak, Kuwait, der Oman, Saudi-Arabien und die Vereinigten Arabischen Emirate.

## Spielorte
| Kuwait City                          | Kuwait City                       |
| Ardhiya                              | Sulaibikhat                       |
| ------------------------------------ | --------------------------------- |
| Jaber al-Ahmad International Stadium | Jaber Al-Mubarak Al-Hamad Stadium |
| Fassungsvermögen: 60.000             | Fassungsvermögen: 15.000          |
|                                      |                                   |

## Schiedsrichter
Schiedsrichter
- Mustapha Ghorbal
- Ammar Mahfoodh
- Mohanad Qasim Sarray
- Ahmad al-Ali
- Dahane Beida
- Qasim al-Hatmi
- Abdulrahman al-Jassim
- István Kovács
- Khalid al-Turais
- Halil Umut Meler
- Omar al-Ali

Schiedsrichterassistenten
- Abdulla al-Rowaimi
- Mohamed Salman
- Watheq al-Swaiedi
- Ahmad Abbas
- Abdulhadi al-Anezi
- Saoud al-Maqaleh
- Taleb al-Marri
- Mohammed al-Abakry
- Abdelraheem Al-Shammari
- Jasem al-Ali
- Mohamed al-Hammadi

Vierte Offizielle
- Mokrane Gourari
- Abbès Zerhouni
- Brahim Hmade
- Youssouf Yahia
- Nasser Al-Busaidi
- Hamed Al-Ghafer
- Mircea Grigoriu
- Ferencz Tunyogi
- Kerem Ersoy
- İbrahim Çağlar Uyarcan

Videoschiedsrichter
- Fu Ming
- Mahmoud Ashour
- Ahmed Rsetam
- Jumpei Iida
- Abdullah Jamali
- Khamis Al-Marri
- Abdullah Al-Shehri
- Haythem Guirat
- Mohamed Khadim

## Gruppenphase

### Gruppe A
| Pl. | Land       | Sp. | S | U | N | Tore    | Diff. | Punkte |
| --- | ---------- | --- | - | - | - | ------- | ----- | ------ |
| 1.  | Oman       | 3   | 1 | 2 | 0 | 004:300 | +1    | 05     |
| 2.  | Kuwait     | 3   | 1 | 2 | 0 | 004:300 | +1    | 05     |
| 3.  | VA Emirate | 3   | 0 | 2 | 1 | 003:400 | −1    | 02     |
| 4.  | Katar      | 3   | 0 | 2 | 1 | 003:400 | −1    | 02     |

### Gruppe B
| Pl. | Land          | Sp. | S | U | N | Tore    | Diff. | Punkte |
| --- | ------------- | --- | - | - | - | ------- | ----- | ------ |
| 1.  | Bahrain       | 3   | 2 | 0 | 1 | 006:400 | +2    | 06     |
| 2.  | Saudi-Arabien | 3   | 2 | 0 | 1 | 008:600 | +2    | 06     |
| 3.  | Irak          | 3   | 1 | 0 | 2 | 002:500 | −3    | 03     |
| 4.  | Jemen         | 3   | 1 | 0 | 2 | 004:500 | −1    | 03     |

## K.o.-Phase
|  | Halbfinale | Halbfinale    | Halbfinale |  |  | Finale | Finale  | Finale |
|  |            |               |            |  |  |        |         |        |
|  |            |               |            |  |  |        |         |        |
|  | A1         | Oman          | 2          |  |  |        |         |        |
|  | B2         | Saudi-Arabien | 1          |  |  |        |         |        |
|  |            |               |            |  |  | A1     | Oman    | 1      |
|  |            |               |            |  |  | A2     | Bahrain | 2      |
|  | B1         | Bahrain       | 1          |  |  |        |         |        |
|  | A2         | Kuwait        | 0          |  |  |        |         |        |
|  |            |               |            |  |  |        |         |        |